# Скотт Пілігрим стає до бою
Скотт Пілігрим стає до бою (англ. Scott Pilgrim Takes Off) – аніме-серіал, розроблений Браяном Лі О'Меллі та БенДевідом Грабінським для Netflix. Серіал заснований на графічних романах «Скотт Пілігрим», написаних і намальованих О'Меллі, а акторський склад екранізації 2010 року повторив свої ролі. Повний перший сезон вийшов 17 листопада 2023 року. 

## Акторський склад
Джерело: 
| Актор                 | Роль                    | Опис                     |
| --------------------- | ----------------------- | ------------------------ |
| Майкл Сера            | Скотт Пілігрим          |                          |
| Мері Елізабет Вінстед | Рамона Флаверс          |                          |
| Сатья Бгабга          | Метью Пател             |                          |
| Кіран Калкін          | Воллес Веллс            | сусід Скотта             |
| Кріс Еванс            | Лукас Лі                |                          |
| Анна Кендрік          | Стейсі Пілігрим         | молодша сестра Скотта    |
| Брі Ларсон            | Енві / Наталі Адамс     | колишня Скотта           |
| Елісон Пілл           | Кім Пайн                | ударниця, колишня Скотта |
| Обрі Плаза            | Джулі Паверс            |                          |
| Брендон Раут          | Тодд Інґрам             |                          |
| Джейсон Шварцман      | Ґідеон Ґрейвс           |                          |
| Джонні Сіммонс        | Молодий / Ніл Нордеграф |                          |
| Марк Веббер           | Стівен Стіллз           | гітарист                 |
| Мей Вітман            | Роксі Ріхтер            |                          |
| Еллен Вонґ            | Найвз Чау               | школярка, дівчина Скотта |

## Виробництво

### Розробка

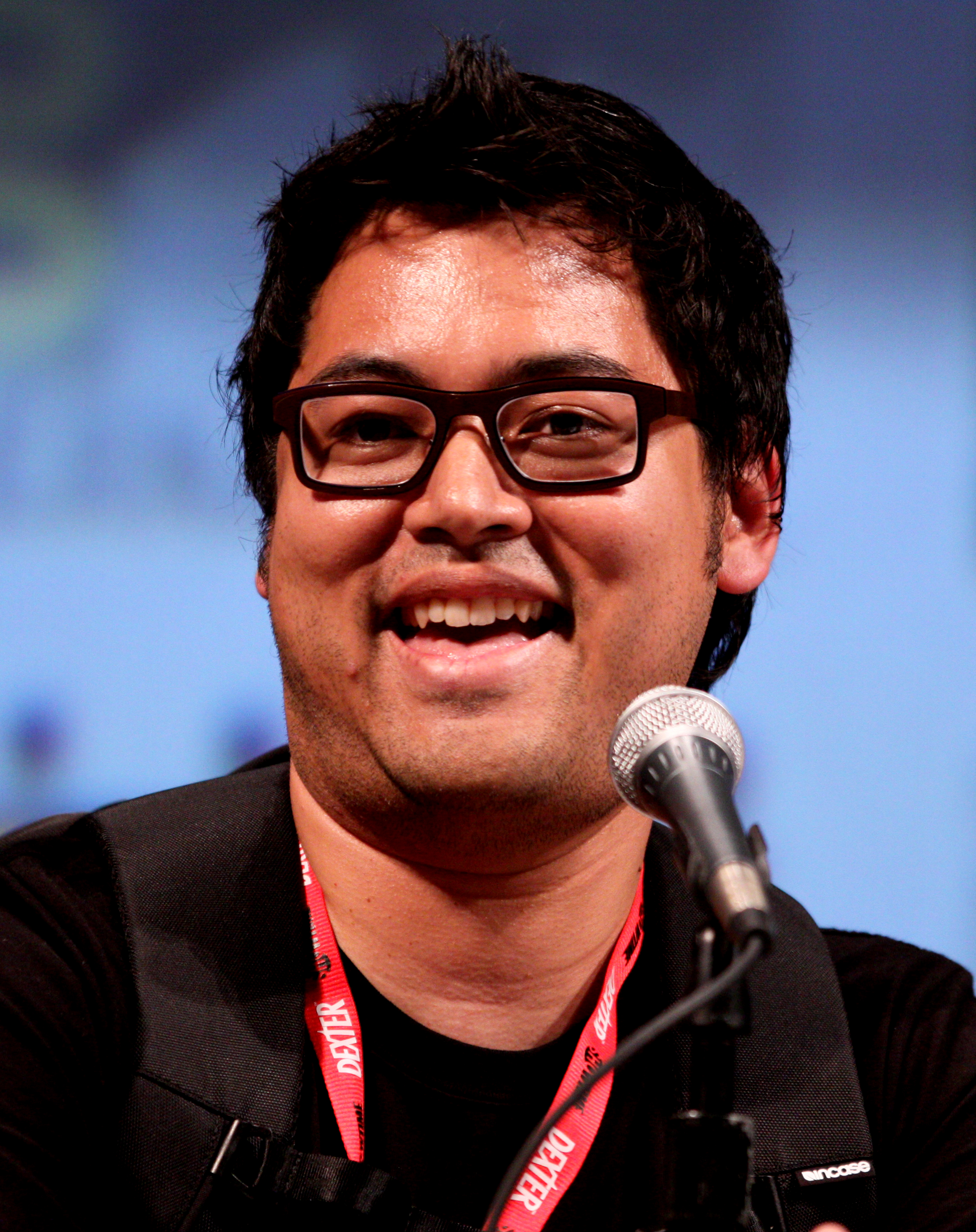
Браян Лі О'Меллі, автор серії графічних романів і співавтор шоу

У січні 2022 року стало відомо, що Netflix і Universal Content Productions розробляють аніме-серіал за мотивами графічних романів про Скотта Пілігрима Браяна Лі О'Меллі. На той час Netflix замовив кілька інших аніме та анімаційних проєктів на основі популярних ресурсів. О'Меллі було оголошено шоуранером, сценаристом і виконавчим продюсером разом із БенДевідом Грабінські, режисером якого став аніматор Абель Ґонґора. Едгар Райт і Майкл Беколл, які були режисерами та сценаристами екранізації «Скотт Пілігрим проти світу» 2010 року, також брали участь у створенні аніме та були виконавчими продюсерами. Виробництво анімації забезпечує Science Saru. У березні 2023 року було оголошено, що серіал офіційно отримав «зелене світло», а Райт зазначив, що він розширює всесвіт Скотта Пілігрима.

### Кастинг
30 березня 2023 року Netflix випустив відео з оголошенням про акторський склад, підтверджуючи, що акторський склад фільму 2010 року повторить свої ролі . Райт, який вважав акторський склад фільму найкращим для екранізацій, зібрав акторів для фільму та допоміг переконати їх усіх повернутися для аніме. Він зазначив, що кастинг і робота над фільмом були «одним із найбільших і найприємніших досягнень у його кар'єрі». Раніше вони возз’єдналися на заходах з нагоди 10-ї річниці фільму, і, як повідомляється, команда була рада створити ще один проєкт у всесвіті Скотта Пілігрима. Шота і Кейта Сайто, актори, які зіграли близнюків Катаянаґі в ролях без слів у фільмі, не згадувалися в оголошенні акторського складу. Виробництво підтвердило, що інші актори будуть оголошені пізніше.

### Музика
Джозеф Трапанезе виступить композитором для серіалу, а Анаманаґучі, який створив музику для відеоігрової адаптації, забезпечить пісні.

## Реліз
Під час обговорення акторського складу 30 березня 2023 року Райт опублікував у соціальних мережах, що його реліз «неминучий». Повний перший сезон вийшов на Нетфліксі 17 листопада 2023 року. 